# Chemillé-en-Anjou
Chemillé-en-Anjou – gmina we Francji, w regionie Kraj Loary, w departamencie Maine i Loara. W 2013 roku liczba ludności wynosiła 21 237 mieszkańców. 
Gmina została utworzona 15 grudnia 2015 roku z połączenia 12 ówczesnych gmin: Chanzeaux, La Chapelle-Rousselin, Chemillé-Melay, Cossé-d’Anjou, La Jumellière, Neuvy-en-Mauges, Sainte-Christine, Saint-Georges-des-Gardes, Saint-Lézin, La Salle-de-Vihiers, La Tourlandry oraz Valanjou. Siedzibą gminy została miejscowość Chemillé.